# Batabanó
Batabanó là một đô thị và thành phố ở tỉnh La Habana của Cuba.
Đô thị này có nhiều sông: Rio Guanabo, Rio San Felipe, Rio Pacheco, Rio San Juan và Rio Santa Gertrudis. 
Năm thành lập là 1688.

## Thông tin nhân khẩu
Năm 2004, đô thị Batabanó có dân số 25.664 người. Diện tích là 187 km² (72,2 mi²), với mật độ dân số là 137,2người/km² (355,3người/sq mi).
Đô thị này được chia thành các phường (barrio) Aguacate, Azcárate, Cuatro Caminos, Este, Guanabo, Mayaguano, Norte, Oeste, Pueblo de Batabanó, Pueblo de San Felipe, Pueblo Nuevo, Quintanal và San Agustín.